# Jökulsá á Fjöllum
Jökulsá á Fjöllum är Islands näst längsta flod, 20,6 mil lång. Floden rinner från Vatnajökull genom vattenfallen Selfoss och Dettifoss.